# Mike Banks
Michael Edward "Mike" Borg Banks (ur. 22 grudnia 1922 w Chippenham, zm. 9 lutego 2013 w Bristolu) – brytyjski wspinacz i oficer Royal Marines. 
W latach 1952-1954 był członkiem brytyjskiej ekspedycji na północną Grenlandię. W 1958 r. dokonał wraz z Tomem Pateyem pierwszego wejścia na Rakaposhi (7788 m) w Karakorum. W maju 2000 r., w wieku 77 lat, wspiął się na Old Man of Hoy zostając najstarszym wspinaczem, który tego dokonał.